# Кічковський Михайло Михайлович
Михайло Михайлович Кічковський — депутат Закарпатської облради (з листопада 2010).
Народився 15 квітня 1947 (с. Верхній Студений, Міжгірський район, Закарпатська область); українець; дружина Василина Юріївна (1951) — пенсіонерка; дочка Тетяна (1971); син Михайло (1975).
Освіта: Львівський державний університет ім. І. Франка (1971–1978), «Журналістика».
- Серпень 1965 — червень 1966 — коректор районної газети «Радянська Верховина», смт Міжгір'я.
- Червень 1966 — січень 1969 — служба в армії.
- Січень 1969 — липень 1970 — літкоректор, завідувач відділу листів районної газети «Радянська Верховина», смт Міжгір'я.
- Серпень 1970 — травень 1972 — кореспондент районної газети «Світло Жовтня», смт Воловець.
- Травень 1972 — листопад 1974 — кореспондент районної газети «Радянська Верховина», смт Міжгір'я.
- Листопад 1974 — вересень 1976 — секретар партійної організації колгоспу ім. Жданова, с. Репинне Міжгірського району.
- Вересень 1976 — грудень 1983 — інструктор, завідувач оргвідділу Міжгірського райкому КПУ.
- Грудень 1983 — липень 1985 — інструктор Закарпатського обкому КПУ.
- Серпень 1985 — вересень 1987 — редактор газети «Прапор комунізму», м. Виноградів.
- Вересень 1987 — травень 1991 — завідувач сектору Закарпатського обкому КПУ.
- Травень 1991 — квітень 1992 — керівник прес-центру, помічник голови Закарпатської облради народних депутатів.
- Квітень 1992 — квітень 1994 — помічник глави, завідувач відділу при главі Закарпатської облдержадміністрації.
- Серпень 1994 — липень 1996 — помічник голови Закарпатської облради народних депутатів; помічник голови Закарпатської облдержадміністрації.
- Липень 1996 — травень 1999 — головний юрисконсульт, головний інспектор Чопської митниці.
- Травень 1999 — червень 2001 — помічник голови Закарпатської облдержадміністрації.
- Червень 2001 — лютий 2004 — радник Мукачівського міського голови.
- Березень — вересень 2004 — помічник-консультант народного депутата України.
- Грудень 2004 — лютий 2005 — радник Мукачівського міського голови.
- Лютий 2005 — квітень 2006 — радник голови Закарпатської облдержадміністрації.
- 18 квітня 2006 — 23 листопада 2010 — голова Закарпатської облради.

Представник України в Палаті регіонів Конгресу місцевих і регіональних влад Ради Європи на 2006–2007 роки (з травня 2006).
Був членом НСНУ (з 2005).
Заслужений журналіст України (2005). Орден «За заслуги» III ступеня (квітень 2007).
Захоплення: література, мистецтво.